# Starostowie płoccy (II Rzeczpospolita)
Po odzyskaniu przez Polskę niepodległości w listopadzie 1918 władzę w powiatach sprawowali komisarze rządu polskiego. W powiatach: płockim, płońskim i sierpeckim funkcję tę sprawował Kazimierz Dziewanowski - do lutego 1919. Następnie funkcję komisarza pełnił Antoni Michalski (od lutego do maja 1919). W lutym 1919 utworzono Urząd Powiatowy Płocki, zaś w sierpniu tego samego roku Starostwo Powiatowe w Płocku. Kolejni zwierzchnicy powiatu nosili już tytuły starostów, a byli nimi kolejno:
- od maja do czerwca 1919 - Tomasz Kujawski,
- od lipca do grudnia 1919 - Jan Sulikowski,
- od grudnia 1919 do października 1920 - Franciszek Morawski,
- od października 1920 do listopada 1922 - Wacław Podwiński,
- od listopada 1922 do 4 grudnia 1926 - Józef Boksa[2],
- od 7 grudnia 1926 do grudnia 1929 - Antoni Pinakiewicz[2],
- od grudnia 1929 do maja 1932 - Mikołaj Godlewski,
- od maja 1932 do czerwca 1933 - Aleksander Klotz,
- od czerwca 1933 do 1936 - Władysław Rozmarynowski,
- od 1936 do września 1939 - Leon Rożałowski.